# Антонов, Егор Антонович
Егор Антонович Антонов (ум. 28 июня (11 июля) 1901) — миссионер Русской православной церкви, борец с расколом, крестьянин Тверской губернии Российской империи.
Принадлежал к белокриницкому согласию. Обратившись, под влиянием архимандрита Павла Прусского в православие, подал Антонию Шутову вопросы о церкви и иерархии, неоднократно потом изданные братством святого Петра Митрополита.
Позднее написал «Ответы на сто пять вопросов, сочиненных старообрядцами австрийского согласия» (Москва, 1892); «Рассмотрение изданной поповцами Австрийского согласия книги: Разбор ответов на сто пять вопросов» (вып. I, Москва, 1899; вып. II, Мск., 1901); «Воспоминания о жизни в расколе и обращении в православие» (Моск., 1897); «Разбор Швецовских „показаний“, что якобы православная Греко-российская церковь погрешила противу святого Евангелия» (Москва, 1893), «О сущности и свойствах церкви Христовой» и другие.
Егор Антонович Антонов скончался 28 июня 1901 года.

## Публикации
- «Вопросы старообрядцам, приемлющим священство», F 67/117 [Москва] : Унив. тип. (М. Катков), ценз. [1877]
- «Тринадцать вопросов о церкви и о священстве, поданные Егором Антоновым глаголемому архиепископу старообрядцев Антонию Шутову» [Текст] / Изд. Братства святаго Петра митрополита, МК Кир. 12°, Москва : Тип. Е. Лисснера и Ю. Роман, 1880
- «Воспоминания о жизни в расколе и обращении в православие» [Соч.] Е. Антонова, R 7/192, Москва : тип. Э. Лисснера и Ю. Романа, 1897
- Рассмотрение, изданной поповцами австрийского согласия книги: «Разбор ответов на сто пять вопросов» / [Соч.] Е. Антонова. Вып. 1 — M 9/86 801-87/10096-1, 1899
- Рассмотрение, изданной поповцами австрийского согласия книги: «Разбор ответов на сто пять вопросов» / [Соч.] Е. Антонова. Вып. 1 — M 9/86 801-87/10097-х, Москва : Унив. тип., 1900 (обл. 1901)
- Рассмотрение, изданной поповцами австрийского согласия книги: «Разбор ответов на сто пять вопросов» / [Соч.] Е. Антонова. Вып. 1 — M 9/86 801-87/10097-х; Москва : Унив. тип., 1900 (обл. 1901)
- Замечания на книгу Перетрухина «Меч духовный» / [Соч.] Е. Антонова; [Предисл.: Н. Субботин]; Приплет к N 42/321 M 61/54 Москва : тип. Э. Лисснера и Ю. Романа, 1890

- Замечания на книгу Перетрухина «Меч духовный» Е. Антонова, H 5a/79, U 359/370 Москва : Братство св. Петра митр., 1896
- Замечания на ответы, данные поповцами австрийского согласия безпоповцам согласия поморского [Соч.] Е. Антонова; G 51/280, Москва : тип. г. Лисснера и А. Гешеля, преемн. Э. Лисснера и Ю. Романа, 1897
- Замечания на раскольническую брань, именующую себя «Бронею правды» Е. Антонова, A 243/616, Москва : тип. Э. Лисснера и Ю. Романа, 1897
- Изданный раскольническим братством «Разбор постановления Съезда не приемлющих христопреданного епископства» и замечания на сей «Разбор» / [Соч.] Е. Антонова, B 4/90, Москва : тип. Э. Лисснера и Ю. Романа, 1893
- «Новая попытка раскольников австрийского согласия оправдать своё двухсотлетнее пребывание без полноты священства и таинств», T 32/1167, Приплет к U 441/88, Москва : тип. Э. Лисснера и Ю. Романа, ценз. 1894
- Ответы на замечания раскольнического братчика Антона Егорова / [Е. Антонов], A 243/1212 [Москва] : тип. Э. Лисснера и Ю. Романа, [1894]
- Ответы на сто пять вопросов, сочиненных старообрядцами австрийского согласия / [Соч.] Егора Антонова, A 119/350, M 59/64, Приплет к N 42/321, 801-87/10095-3 Москва : тип. Э. Лисснера и Ю. Романа, 1892
- Разбор ответов на тринадцать вопросов / [Соч.] Е. Антонова, N 42/321, Москва : тип. Э. Лисснера и Ю. Романа, 1889
- Раскольническая тетрадка «О сущности и свойствах церкви Христовой» / [Соч.] Е. Антонова, L 1/159 Москва : Братство св. Петра митрополита, 1902
- Раскольническая тетрадка «О сущности и свойствах церкви Христовой» / [Соч.] Е. Антонова, T 15/814 Москва : тип. Э. Лисснера и Ю. Романа, 1896
- Рассмотрение, изданной поповцами австрийского согласия книги: «Разбор ответов на сто пять вопросов» / [Соч.] Е. Антонова. Вып. 1 — Москва : тип. Г. Лисснера и А. Гешеля, 1899—1900 (обл. 1901)-1900
- Рассмотрение, изданной поповцами австрийского согласия книги: «Разбор ответов на сто пять вопросов» / [Соч.] Е. Антонова. Вып. 1- Москва : тип. Г. Лисснера и А. Гешеля, 1900
- «Рассмотрение книги нового раскольнического писателя лжепопа Механикова» / [Соч.] Е. Антонова, U 157/223, G 46/66 Москва : Синод. тип., 1895